# Grote Prijs Stad Zottegem 1982
Il Grote Prijs Stad Zottegem 1982, quarantasettesima edizione della corsa, si svolse il 17 agosto 1982 su un percorso di 185 km, con partenza e arrivo a Zottegem. Fu vinto dal belga Rudy Colman della Splendor-Wickes davanti ai suoi connazionali Eddy Vanhaerens e Eric Van de Wiele.

## Ordine d'arrivo (Top 10)
| Pos. | Corridore           | Squadra               | Tempo    |
| ---- | ------------------- | --------------------- | -------- |
| 1    | Rudy Colman         | Splendor-Wickes       | 4h07'26" |
| 2    | Eddy Vanhaerens     | Safir-Marc            |          |
| 3    | Eric Van de Wiele   | Capri Sonne           |          |
| 4    | René Martens        | DAF Trucks-TeVe Blad  |          |
| 5    | Ferdi Van den Haute | La Redoute-Motobecane |          |
| 6    | Eddy Van Hoof       | Safir-Marc            |          |
| 7    | Marcel Laurens      | DAF Trucks-TeVe Blad  |          |
| 8    | Patrick Lerno       | Van De Ven            |          |
| 9    | Bert Van Ende       | Fangio-Assos-Iveco    |          |
| 10   | Marc Moens          | Fangio-Assos-Iveco    |          |